# Laurel (Washington)
Laurel az Amerikai Egyesült Államok északnyugati részén, Washington állam Whatcom megyéjében elhelyezkedő önkormányzat nélküli település.
Laurel postahivatala 1891 és 1900 között működött.